# Pachycraerus atratus
Pachycraerus atratus är en skalbaggsart som beskrevs av Lewis 1908. Pachycraerus atratus ingår i släktet Pachycraerus och familjen stumpbaggar. Inga underarter finns listade i Catalogue of Life.